# Михаил Булгаков
Михаѝл Афана̀сиевич Булга̀ков (на руски: Михаил Афанасьевич Булгаков) е руски писател и драматург.
Роден през 1891 година в руско семейство от средната класа в Киев, през 1916 година завършва медицина в Киевския университет. В годините на Първата световна война и Гражданската война работи като лекар в различни части на страната. След като не успява да емигрира, той се опитва да се приспособи към болшевишкия режим, като през 1921 година се установява в Москва с намерението да се занимава с литература.
В началото на 20-те години Булгаков публикува в печата множество фейлетони и издава първите си прозаични работи, често включващи автобиографични елементи. Широка известност получава през 1926 година с успеха в московските театри на няколко негови пиеси, най-вече на „Дните на Турбини“, която става изключително популярна с отклоняващото се от нормите на доминиращата пропаганда представяне на Гражданската война от гледна точка на градската средна класа.
След няколко успешни години в московските театрални среди, в края на 20-те години Михаил Булгаков изпада в немилост пред режима, пиесите му се забраняват от цензурата и много от прозаичните му текстове не се издават. През този период той пише своя роман „Майстора и Маргарита“, издаден дълго след смъртта му, който му донася международна известност и днес е смятано за най-значимото му произведение.
Булгаков умира в Москва през 1940 година, на 48 години, от бъбречно заболяване.

## Биография

### Произход и образование
Михаил Булгаков е роден в Киев на 15 май (3 май стар стил) 1891 година. Баща му, Афанасий Булгаков (1859 – 1907), е преподавател по история на западното християнство в Киевската духовна академия и произлиза от свещеническо семейство от Брянска губерния. Майка му, Варвара Булгакова (по баща Покровска; 1869 – 1922), също е от свещеническо семейство, от Орловска губерния. Михаил е първото от седемте деца в семейството и има четири сестри и двама братя: Вера (1892 – 1972), Надежда (1893 – 1971), Варвара (1895 – 1956), Николай (1898 – 1966), Иван (1900 – 1969) и Елена (1902 – 1954).
През 1901 година Булгаков постъпва в Първа киевска гимназия, която завършва през 1909 година. През този период става известен с консервативните си политически възгледи и започва да проявява интерес към литературата. През 1907 година, докато Михаил е в гимназията, баща му умира от нефрит, но малко преди това Църквата му отпуска значителна пенсия, която вдовицата му получава и след неговата смърт. През следващите години Варвара Булгакова има връзка с лекаря Иван Воскресенски, за когото се жени официално през 1918 година.
Веднага след гимназията Михаил Булгаков постъпва в Медицинския факултет на Киевския университет, но обучението му върви трудно и той остава няколко години във втори курс. Още в гимназията той се запознава с Татяна Лапа, дъщеря на високопоставен чиновник от Саратов, с която поддържат продължителна и бурна любовна връзка. През 1912 година тя се премества в Киев и двамата на практика живеят заедно, като в началото на следващата година тя прави аборт. На 26 април 1913 година, въпреки неодобрението на семействата им, които ги смятат за безотговорни и лекомислени, двамата се женят в Киев. Установяват се в къща на Иван Воскресенски недалеч от дома на Булгакови, като Михаил продължава да следва медицина, а Татяна прекъсва образованието си.

### Периодът на войните
Началото на Първата световна война през лятото на 1914 година заварва Михаил Булгаков и съпругата му при нейното семейство в Саратов. Там неговата тъща организира тилова болница, в която са изпращани ранени от Източния фронт и Булгаков работи в нея в продължение на няколко месеца, до връщането си в Киев през септември. През март 1915 година прави опит да постъпи във военноморския флот като медицинско лице на подводница, но му е отказано по здравословни причини и през лятото работи в киевска болница. През март 1916 година се дипломира и получава лекарска правоспособност.
След дипломирането си Булгаков постъпва като доброволец в Червения кръст и е изпратен със съпругата си във фронтова болница в Каменец Подолски, а след изместването на фронтовата линия при руското настъпление – в Чернивци. В края на 1916 година е прехвърлен като местен лекар в Николское, село в Смоленска губерния, а през септември 1917 година оглавява отделението за инфекциозни и венерически болести в болницата на близкия град Вязма. Той ненавижда живота в провинцията и прави неколкократни опити да се премести, но без успех, тъй като е изпратен там като военно мобилизиран. През този период Булгаков се пристрастява към морфина. Отнася се с отвращение към насилията на тълпите в започналата Руска революция, а в края на 1917 година съпругата му отново прави аборт, тъй като двамата не смятат, че могат да отглеждат дете в тези условия.
Булгаков е демобилизиран и освободен от службата си във Вязма на 19 февруари 1918 година, след което се връща при семейството си в Киев, който след Брест-Литовския договор става столица на независимата Украинска народна република. 
През пролетта на 1918 г. се завръща в Киев, където започва частна практика като лекар-венеролог.. През следващите няколко месеца, с усилията на съпругата си и Иван Воскресенски, той успява да преодолее зависимостта си от морфина.
В средата на 1918 година животът в Киев е относително спокоен, но за Булгаков е трудно да си намери работа, заради големия брой квалифицирани лекари, избягали в града от болшевишкия режим в Русия, затова той открива частен кабинет в дома си, в който лекува главно болести, предавани по полов път. В края на годината започва гражданска война между Хетманата на Павло Скоропадски и оглавения от Симон Петлюра Директорат. През декември Булгаков е доброволец в частите, които трябва да защитават Киев от Директората, но до реални сражения не се стига и градът е превзет без особени насилия. През февруари 1919 година е мобилизиран като военен лекар в украинската армията, която по това време подготвя отстъплението си от Киев пред настъпващите болшевики, но няколко дни по-късно той дезертира.
През лятото на 1919 година Булгаков се укрива за известно време в горите около Киев, за да избегне мобилизация от болшевиките. След това той е на служба във Въоръжените сили на Юга на Русия – според някои свидетелства е мобилизиран след превземането от тях на Киев, докато според други още преди това заминава на юг и става доброволец. По това време във вестник „Киевское ехо“ са публикувани няколко статии под псевдонима Мих. Б., които остро критикуват изтезанията, извършвани от болшевиките през месеците, в които окупират Киев. Малко по-късно Булгаков е изпратен да работи във военна болница във Владикавказ, където започва да публикува антиболшевишки публицистични текстове в местния печат, а през ноември е леко ранен при поход към чеченския аул Шали.
През февруари 1920 година Михаил Булгаков се включва в екипа на владикавказкия вестник „Кавказ“, където сред редакторите е писателят Юрий Сльозкин. При последвалото настъпление на болшевиките към Владикавказ той заболява тежко от възвратен тиф и не успява да напусне града с оттеглящите се белогвардейски войски.
След идването на болшевиките във Владикавказ, Булгаков е назначен в ръководения от Юрий Сльозкин подотдел за изкуство на местното управление на образователното министерство и през следващите месеци изнася пропагандни и образователни лекции по време на различни обществени мероприятия. През лятото се прехвърля от литературната в театралната секция на подотдела. През юни в местен театър е поставена по негов текст малка хумористична пиеса озаглавена „Самоотбрана“, а през октомври – „Братя Турбини“, които по собствените му думи са написани набързо и впоследствие са изгубени, последвани от „Парижките комунари“ и „Синовете на моллата“.
През май 1921 година Булгаков получава известен хонорар след постановката на „Синовете на моллата“ и, изглежда във връзка с обявеното във Владикавказ извънредно положение и поредната вълна болшевишки насилия в града, заминава през Баку за Тифлис с намерение оттам да опита да емигрира. През юни съпругата му идва при него в Тифлис, месец по-късно двамата се преместват в Батуми, но през август Булгаков я изпраща сама в Москва. Месец по-късно, останал без средства и не виждайки възможност да напусне страната, и той я последва, напускайки Батуми.
След кратък престой при майка си в Киев, Михаил Булгаков пристига в Москва в края на септември 1921 година. На 1 октомври постъпва на работа в една от пропагандните служби на просветното министерство, но на 23 ноември тя е закрита, след което работи в малък частен вестник. Двамата със съпругата му се установяват в стая в комунална квартира на улица „Болшая Садовая“ № 50, споменавана в много от произведенията на писателя, която е освободена от временно върналия се в Киев зет на Булгаков. Те живеят в оскъдица, нямат средства за отопление през зимата, а понякога гладуват с дни. Въпреки това той упорства в намерението си да се занимава с литература, твърдейки в свои писма, че като лекар материалното му положение би било още по-лошо.
През януари 1922 година „Търговско-промишлен вестник“, в който е на работа Булгаков, е закрит след излизането на шестия му брой. Той се опитва да се издържа със случайни работи, включително като актьор в играеща из предградията театрална трупа. На 1 февруари в Киев умира майка му, но тай няма средства да пътува за погребението ѝ. В средата на февруари си намира работа в партийния вестник „Рабочий“, а също и чиновническо място при свой далечен роднина в Научно-техническия комитет на създадената малко по-рано Военновъздушна академия. През лятото, със съдействието на своя познат Арон Ерлих, е назначен на по-стабилна позиция в официалния вестник на железниците „Гудок“.

### Литературна кариера

#### Публицистика и ранни повести
През лятото на 1922 година, със съдействието на Юрий Сльозкин, Михаил Булгаков започва да публикува свои фейлетони в сменовеховския вестник „Накануне“, излизащо в Берлин рускоезично издание с просъветска ориентация, чието литературно приложение се редактира от Алексей Толстой. Макар да осъзнава политическата нечистоплътност на „Накануне“, чиито автори нарича „компания от изключителни мерзавци“, със своите публикации там той започва постепенно да си изгражда репутация в литературните среди. През есента е повишен в редакцията на „Гудок“ и започва да пише множество фейлетони и за този вестник, в който се формира кръг от млади писатели, повечето дошли от Одеса – Валентин Катаев, Юрий Олеша, Евгений Петров, Иля Илф.
Към края на 1922 година Булгаков е включен в кръга около друго сменовеховско издание – литературното списание „Русия“, редактирано от Исая Лежньов. Там в началото на 1923 година излиза втората част от автобиографичната му повест „Бележки по маншетите“ („Записки на манжетах“) – първата част е публикувана предишното лято в „Накануне“. През следващите месеци той пише романа „Бялата гвардия“ („Белая гвардия“), вдъхновен от преживяванията му в Киев през 1918 – 1919 година. В самото начало на 1924 година в алманаха „Недра“ е публикувана повестта му „Дяволиада“ („Дьяволиада“), за която сам казва, че е „глупава, за нищо не става“.
„Бялата гвардия“ е завършен през пролетта на 1924 година е представен в литературните среди на Москва. Издателството на алманаха „Недра“ отказва да го публикува, опасявайки се от проблеми с цензурата, заради недостатъчно едностранчивото представяне на Гражданската война. В крайна сметка първата третина на романа е публикувана в „Русия“ в последните дни на 1924 година, втора част излиза през следващата пролет, но третата така и не е публикувана, тъй като издателството е закрито а Лежньов е изгонен от Съветския съюз.
Още при престоя им във Владикавказ отношенията на Булгаков със съпругата му Татяна Лапа охладняват, а в Москва той изглежда има връзки с други жени. През април 1924 година двамата се разделят, макар че до октомври продължават да живеят заедно в стаята на „Болшая Садовая“, а през март 1925 година и официално се развеждат. От есента на 1924 година Булгаков живее в стая в друга комунална квартира с Любов Белозерская, за която се жени на 30 април 1925 година. През лятото двама прекарват известно време в къщата на Максимилиан Волошин в Коктебел.
През 1925 година, след известни корекции заради цензурата, в алманаха „Недра“ е публикувана фантастичната повест на Булгаков „Фаталните яйца“ („Роковые яйца“). В началото на 1925 година той пише и друга фантастична повест, „Кучешко сърце“ („Собачье сердце“), която обаче не е допусната за публикуване от цензурата. По това време той вече е наблюдаван от политическата полиция (ГПУ), в справки на която е определян като „типичен идеолог на съвременната зложелателна буржоазия“.

#### Драматургия
В края на 1925 няколко московски театъра проявяват интерес към работата на Булгаков и в рамките на няколко месеца са му поръчани четири пиеси, подготовката за чиито постановки започват в началото на следващата година. Московският художествен академичен театър (МХАТ) на Константин Станиславски иска да постави драматизиран вариант на романа „Бялата гвардия“, Театър „Евгений Вахтангов“ му възлага написването на комедията „Зойкината квартира“ („Зойкина квартира“), а Московският държавен камерен театър – „Пурпурният остров“ („Багровый остров“). Отново МХАТ планира постановка на основата на „Кучешко сърце“. През лятото репетициите на „Бялата гвардия“ са в пълна сила и въпреки проблемното за режима съдържание постановката е одобрена от цензурата – с големи усилия от страна на Станиславски, промени и отрязване на някои по-чувствителни сцени и след замяна на името с „Дните на Турбини“ („Дни Турбиных“).
През нощта на 7 май 1926 година жилището на Булгаков е обискирано от ГПУ по заповед лично на Генрих Ягода и Вячеслав Молотов – той е сред група от осем писатели, които трябва да бъдат разследвани и евентуално изселени от Москва. Малко по-късно той се премества със съпругата си в друга комунална квартира, където вече разполагат с две малки стаи. На 22 септември е воден на разпит в ГПУ, след който МХАТ се отказва от договора за постановка по „Кучешко сърце“. Непосредствено след разпита ГПУ се опитва да забрани предстоящата премиера на „Дните на Турбини“, но със застъпничеството на руския просветен министър Анатолий Луначарски Политбюро разрешава пиесата да бъде представена.
Премиерата на „Дните на Турбини“ на 5 октомври 1926 година внезапно поставя Михаил Булгаков в центъра на руския театрален живот – постановката има огромен успех сред публиката, но и веднага предизвиква критики към отношението ѝ към съветския режим, като по-крайни критици определят автора като „новобуржоазно семе, плюещо отровна, но безсилна плюнка срещу работническата класа и нейните комунистически идеали“. Макар и без такъв скандал, премиерата на „Зойкината квартира“ в края на октомври също има голям успех сред публиката и е посрещната с неодобрение от официалната критика. И двете пиеси се играят без спиране в продължение на години, в някои периоди и по няколко пъти седмично.
Успехът на пиесите донася на Булгаков значителни хонорари от авторски права и следващите две години са най-добре материално осигурените в живота му. През август 1927 година той наема самостоятелно жилище, негова мечта от установяването му в Москва, което той разглежда като важна стъпка на връщане към предболшевишката нормалност.
Още през 1926 година Михаил Булгаков започва да пише нова пиеса за МХАТ и през март 1928 година предава в театъра завършения текст на „Бяг“ („Бег“). Пиесата е посветена на бялата емиграция и, макар че я представя в критична светлина, тя е отхвърлена от цензурата. Булгаков научава за това през май, по време на пътуване със съпругата си в Кавказ, и след връщането си в Москва започва преговори с цензурата за евентуални промени в текста. Въпреки застъпничеството на авторитети, като Владимир Немирович-Данченко и Максим Горки, които смятат „Бяг“ за най-голямото постижение на Булгаков, през октомври пиесата е окончателно отхвърлена от цензурата и официалната критика без изобщо да бъде поставена. Решението е потвърдено от Политбюро през януари 1929 година, дни след убийството в дома му в Москва на генерал Яков Слашчов, прототип на един от главните герои в пиесата.
Пиесата „Пурпурният остров“, ръкописът на която Булгаков предава на Камерния театър още през март 1927 година, дълго време е бавена от цензурата – вероятно защото основа на сюжета е сатира на съветската театрална цензура. Премиерата на постановката на Александър Таиров е на 11 декември 1928 година.

#### В немилост
Отхвърлянето на „Бяг“ в началото на 1929 година е последвана от забрана от цензурата за изпълнение и на трите пиеси на Булгаков, които се играят вече от години в московските театри. Сред причините за това са и критики на украински комунистически функционери, че „Дните на Турбини“ представя украинските болшевики в лоша светлина. Тези мерки се отразяват тежко на Булгаков и той изпраща молба да му се разреши да замине в чужбина. Макар да му отказва, партийното ръководство решава да смекчи донякъде мерките срещу него и нарежда да му бъдат върнати личните дневници, иззети от ГПУ още при обиска през 1926 година.
През есента на 1929 година Михаил Булгаков започва да пише нова пиеса за МХАТ, „Кабалата на фарисеите“ („Кабала святош“), и за да избегне неприятности с властите, се отказва от актуалните теми и пренася действието във Франция в епохата на Молиер. Въпреки това в нея ясно личат автобиографични елементи, включително централната тема за сблъсъка между писателя и деспотичния режим. На 18 март 1930 година пиесата е официално забранена от цензурата.
Силно разочарован от забраната на „Кабалата на фарисеите“, на 28 март Булгаков пише пространно писмо до съветското правителство, в което отново моли да му се разреши да напусне страната или да получи някаква работа в МХАТ. Междувременно, изпитващ сериозни материални трудности, той приема работата на режисьор в Театъра на работническата младеж (ТРАМ). На 18 април, ден след погребението на самоубилия се Владимир Маяковски, Булгаков получава неочаквано телефонно обаждане от самия диктатор Йосиф Сталин, който му казва, че щом иска работа в МХАТ, трябва само да подаде заявление за назначаване. Така през пролетта на 1930 година Булгаков е назначен и за асистент-режисьор в МХАТ. През лятото е в Крим със състава на ТРАМ, а след връщането му оттам МХАТ му възлага подготовката на инсценировка на „Мъртви души“ на Николай Гогол.
В началото на 1929 година Булгаков се запознава с Елена Шиловска, съпруга на генерал от армията и сестра на Олга Бокшанска, дългогодишна секретарка на един от ръководителите на МХАТ Владимир Немирович-Данченко. Двамата имат любовна връзка, която прекъсва рязко през февруари 1931 година, когато за нея научава съпругът на Шиловска. През март 1931 година Булгаков напуска длъжността си в ТРАМ и остава на работа само в МХАТ. През лятото на 1931 година ленинградски театър му възлага написването на нова пиеса – така той пише постапокалиптичната „Адам и Ева“, която така и не е поставена – важна причина Булгаков да приеме договора е, че той не изисква да върне получения аванс в случай, че пиесата бъде забранена от цензурата.
През октомври 1931 година, с активното съдействие на Максим Горки, пиесата на Булгаков за Молиер е разрешена за поставяне в Москва и Ленинград. По същото време емигрантският автор Владислав Ходасевич в своя статия критикува антибелогвардейското съдържание на „Дните на Турбини“, което става повод Горки отново да ходатайства пред Сталин в полза на Булгаков. Така през януари 1932 година МХАТ получава инициирано от Сталин разпореждане в най-кратък срок да поднови представянето на „Дните на Турбини“.

### Последни години
Повторното поставяне на „Дните на Турбини“ дава за кратко надежда на Булгаков, че ще бъде напълно политически реабилитиран, но тя се оказва напразна. През март 1932 година ленинградският Голям драматичен театър се отказва от планираната постановка на пиесата за Молиер. Отново във финансови затруднения, усложнени от участието му в жилищна кооперация, в която се надява да получи собствено жилище, през лятото Булгаков сключва договор за написването на биография на Молиер за поддържана от Максим Горки поредица от биографии на известни личности. „Животът на господин Дьо Молиер“ („Жизнь господина де Мольера“) е завършена през март 1933 година, но е отхвърлена от издателството като несъобразена с марксисткия подход към историята.
През лятото на 1932 година Булгаков отново се среща с Елена Шиловска. През октомври двамата се развеждат със съпрузите си и се женят един за друг, след което Елена отива да живее при него с шестгодишния си син Сергей. През февруари 1934 година те се преместват в новозавършения собствен апартамент на Булгаков.
През тези години Михаил Булгаков работи активно като асистент-режисьор в МХАТ, включително върху постановката на неговата „Кабалата на фарисеите“, наричана вече „Молиер“. Той пише и започнатия по-рано роман „Майстора и Маргарита“ („Мастер и Маргарита“), както и пиеса, която се надява да предложи на някой театър, след като е готова. През лятото на 1933 година преработва „Бяг“ според някои изисквания на цензурата, тъй като се появява надежда пиесата да бъде поставена в МХАТ. През следващата година играе в МХАТ ролята на съдията в постановка на „Посмъртните записки на клуба „Пикуик“ по Чарлз Дикенс.
През февруари 1936 година, след множество перипетии и дългогодишно отлагане, МХАТ поставя пиесата на Булгаков „Молиер“. По това време той предлага да напише пиеса, посветена на Сталин в предреволюционния период. Не след дълго обаче „Молиер“ е спряна. По същото време Театърът на сатирата в Москва подготвя пиесата му „Иван Василиевич“ („Иван Васильевич“), която също е свалена след генералната репетиция. Подобна е съдбата и на написаната за Театър „Вахтангов“ „Александър Пушкин“ („Александр Пушкин“). Продължителните затруднения с постановката на „Молиер“ отравят отношенията на драматурга с ръководството на МХАТ и през септември той напуска длъжността си в театъра.
В края на 1936 година Михаил Булгаков е назначен в Болшой театър на длъжност либретист-консултант и през следващите две години пише либрета за няколко опери – „Черно море“, „Минин и Пожарски“, „Петър Велики“, „Рашел“. Междувременно работи активно по романа си „Майстора и Маргарита“, който е завършен в общи линии през пролетта на 1938 година. През 1938 година подготвя инсценировка на „Дон Кихот“ за Театър „Вахтангов“. По това време той подновява идеята си за пиеса за Сталин, която под заглавие „Батум“ предава през юли 1939 година в МХАТ.
През септември 1939 година, по време на престой в Ленинград, здравето на Булгаков внезапно и рязко се влошава. През октомври Сталин посещава МХАТ, след което театърът решава да постави пиесата „Александър Пушкин“. През ноември-декември 1939 година Булгаков прекарва месец в правителствения санаториум „Барвиха“, но здравето му не се подобрява съществено. В последния месец от живота си приятели и роднини постоянно дежурят край леглото му.
Михаил Булгаков умира в Москва от нефросклероза на 10 март 1940 г. Баща му е починал от същото заболяване и още от младостта си Булгаков е предполагал бъдещата си смъртна диагноза. На 11 март в сградата на Съюза на съветските писатели се провежда гражданско погребение. Преди погребението московският скулптор Сергей Меркуров сваля смъртната маска от лицето му. Погребан е в Новодевическото гробище.

## Произведения
- 1917 – Записки юного врача (Записки на младия лекар)
- 1924 – Роковые яйца (Фаталните яйца)
- 1924 – Белая гвардия (Бялата гвардия)
- 1925 – Дьяволиада (Дяволиада)
- 1925 – Собачье сердце (Кучешко сърце ISBN 978-954-597-152-5)
- 1926 – Дни Турбиных (Дните на Турбини), пиеса
- 1926 – Зойкина квартира (Квартирата на Зойка), комедия
- 1928 – Багровый остров (Пурпурният остров), пиеса
- 1928 – Бег (Бяг)
- 1929 – Кабала святош (Мольер)
- 1929 – Театральный роман (Театрален роман ISBN 978-954-597-205-8)
- 1934 – Иван Васильевич (Иван Василевич)
- 1935 – Последние дни (Пушкин)
- 1937 – Жизнь господина Де Мольера (Животът на господин Дьо Молиер[44])
- 1940 – Мастер и Маргарита (Майстора и Маргарита ISBN 978-954-597-181-5)

## Наследство
Още приживе е превеждан на френски, английски, немски, италиански, шведски и чешки език.
Къщата в Киев, в която Булгаков и семейството му живеят от 1906 до 1919 година, е превърната в литературно-мемориален музей, официално отворил врати на 15 май 1991 година за 100-годишнината от рождението на писателя.

## За него
- Мариета Чудакова. Михаил Булгаков – живот и творчество. София: Наука и изкуство, 1988, 384 с.
- Николай Звезданов. В света на „Майстора и Маргарита“. София: УИ „Св. Климент Охридски“, 1993.
- Тодор Каракашев. Осъден на помилване. За прозата на Михаил Булгаков, за лит. му съдба и „гримасите на времето“.... София: Пламък, 2007.
- Алексей Варламов. Михаил Булгаков. София: Рива, 2011.